# Episodi de Le nuove avventure di Flipper (terza stagione)
La terza stagione della serie televisiva Le nuove avventure di Flipper è andata in onda negli Stati Uniti d'America dal 5 settembre 1998 al 27 febbraio 1999 sull'emittente PAX Network.
| n° | Titolo originale      | Titolo italiano                | Prima TV USA      | Prima TV Italia |
| -- | --------------------- | ------------------------------ | ----------------- | --------------- |
| 1  | A Fine Romance        | Fuoco nella baia               | 5 settembre 1998  |                 |
| 2  | The Mayday Kid        | Il bambino del mayday          | 12 settembre 1998 |                 |
| 3  | Swimming With Sharks  | Politicanti e ambientalisti    | 19 settembre 1998 |                 |
| 4  | U-Boat                | Il relitto della discordia     | 26 settembre 1998 |                 |
| 5  | Sea Demons            | I mostri marini                | 3 ottobre 1998    |                 |
| 6  | Missing               | Scomparsa                      | 10 ottobre 1998   |                 |
| 7  | The Outsiders         | Giovani ribelli                | 17 ottobre 1998   |                 |
| 8  | Splashdown            | Caccia al microchip            | 24 ottobre 1998   |                 |
| 9  | Big Fish, Little Fish | Il rimorchiatore               | 7 novembre 1998   |                 |
| 10 | Thanksgiving          | Il giorno del Ringraziamento   | 21 novembre 1998  |                 |
| 11 | Silent Night          | Natale in famiglia             | 12 dicembre 1998  |                 |
| 12 | Storm Island          | L'isola di Storm               | 2 gennaio 1999    |                 |
| 13 | Lost and Found        | Padri e figli                  | 9 gennaio 1999    |                 |
| 14 | The Challenge         | La gara                        | 23 gennaio 1999   |                 |
| 15 | Fallen Hero           | La fine di un mito             | 30 gennaio 1999   |                 |
| 16 | Predator              | Caccia allo squalo             | 20 febbraio 1999  |                 |
| 17 | Stars & Stripes       | La verità viene sempre a galla | 27 febbraio 1999  |                 |